# Xerofila växter
Xerofila växter (även xerofyter) är växter som klarar av att leva i miljöer med brist på vatten exempelvis i öknen. De klarar detta genom att ha mekanismer som minskar avdunstningen av vatten. Mekanismen kan vara en liten bladyta, i exempelvis hos tall, eller ett minskat antal klyvöppningar. Till xerofyter hör bland annat mossor och lavar.

## Beskrivning
Xerofyters transpiration begränsas av tjock kutikula eller täta hår och bladen är ofta inrullade, så att klyvöppningarna får skyddat läge, eller också är de små och förkrympta.
Många xerofyter är suckulenta, d. v. s. har en liten yta i förhållande till sin volym och lagrar vatten i uppsvällda stammar eller blad. Andra är efemära, d. v. s. förmår genomlöpa hela sin utveckling från frö till frö under en kort period med vattentillgång.